# SMALL3

『出川と爆問田中と岡村のスモール3』（でがわとばくもんたなかとおかむらのスモールスリー）（スモールスリー、英名：Small Three）は、2018年12月22日からフジテレビ系列で不定期に放送されている出川哲朗・田中裕二・岡村隆史の3人の冠番組、バラエティ番組の特別番組。『土曜プレミアム』枠内で放送される場合は上記のタイトル、『土曜プレミアム』枠外での放送時は『出川と爆問田中と岡村のミニスモール3』のタイトルで放送される。通称「SMALL3」（スモール3）。公式名『U-160cm SMALL3』。

## 概要
身長160cm以下の3人が「スモール3」というくくりで出演する番組。彼らがこれまでの人生を振り返りなら、後悔が残ること、未体験なこと、今会いたい人についてスタジオでトークし、それらを叶えるために実際に出かけていく。ただし、スタジオパートが設けられていたのは初回のみであり、第2回以降はオールロケーション撮影（ロケ）で放送されている。
ビートたけし・明石家さんま・タモリのお笑い「ビッグ3」に続けとばかりに、出川・田中・岡村が多忙なスケジュールを調整して実現した番組である。

## 出演者
SMALL3
- 出川哲朗（159cm[4]）
- 田中裕二（爆笑問題）（153.5cm）
- 岡村隆史（ナインティナイン）（156cm）

イメージカラーは、出川が黄色■・田中が青色■・岡村が赤色■。スーツのシャツも同色。字幕放送では岡村が水色、田中が緑色に変わる。

## 放送リスト・ゲスト
| 回 | 放送年 | 放送日   | 曜日   | 放送時間                 | タイトル                                                | 備考                 |
| -- | ------ | -------- | ------ | ------------------------ | ------------------------------------------------------- | -------------------- |
| 1  | 2018年 | 12月22日 | 土曜日 | 21:05 - 23:15 （130分）  | 出川と爆問田中と岡村のスモール3                         | 『土曜プレミアム』枠 |
| 2  | 2020年 | 3月7日   | 土曜日 | 21:00 - 23:10 （130分）  | 出川と爆問田中と岡村のスモール3                         | 『土曜プレミアム』枠 |
| 3  | 2020年 | 11月28日 | 土曜日 | 21:00 - 23:25 （145分）  | 出川と爆問田中と岡村のスモール3                         | 『土曜プレミアム』枠 |
| 4  | 2021年 | 3月26日  | 金曜日 | 23:40 - 翌0:10 （30分）  | 出川と爆問田中と岡村のミニスモール3                     |                      |
| 5  | 2021年 | 12月25日 | 土曜日 | 21:15 - 23:25 （130分）  | 出川・爆問田中・岡村のスモール3                         | 『土曜プレミアム』枠 |
| 6  | 2023年 | 9月30日  | 土曜日 | 22:05 - 翌0:15 （130分） | 出川×田中×岡村のスモール3! ビートたけしがドッキリ登場SP | 『土曜プレミアム』枠 |

ゲスト
第1回
- 出川の家族が経営している『つた金海苔店』[6]で、社長である出川の兄が出演。
- 前澤友作[7]とゴルフ対決を行った。

第2回
- 松任谷由実
- 石橋貴明（とんねるず）
- 横山裕（関ジャニ∞）
- 本田翼
- ROLAND

第3回
- 松任谷由実
- 松任谷正隆
- 大泉洋（TEAM NACS）
- 市川猿之助
- 霜降り明星
- 四千頭身
- フワちゃん

第4回
- 堀内健（ネプチューン）

第5回
- 明石家さんまと変則ホールでのパターゴルフ対決（進行：伊藤利尋〈フジテレビアナウンサー〉）
- 菅田将暉とアウトドア対決
- ウルフ・アロンとスポーツゲーム対決

第6回
- やす子
- 滝沢カレン
- Snow Man（宮舘涼太、阿部亮平、佐久間大介）
- ビートたけし
- 倉田大誠（フジテレビアナウンサー）（実況）

## テーマ曲
- エドウィン・スター「War」

第2回まで使用。
- スモール3 with 松任谷由実「きみのためにSuperman」（作詞：松任谷由実・スモール3、作曲：松任谷由実、編曲・プロデュース：松任谷正隆）[8]

スモール3が2020年の松任谷由実「SURF&SNOW in Naeba Vol.40」公演にサプライズ登場し「番組のテーマソングを作ってくれませんか？」と直訴し、松任谷がそれを快諾。
2020 FNS歌謡祭及び第71回NHK紅白歌合戦で披露した。
- 2021年3月27日に配信を開始した。

## スタッフ
第6回（2023年9月30日放送分）
- 制作統括：北口富紀子（フジテレビ、第6回）
- 構成：酒井健作、大井達朗、大井洋一、奈佐はぢめ
- ナレーション：服部潤
- TM：小林孝至（第6回）
- CAM：山脇吉記（第6回）
- AUD：獄はる菜（第6回）
- VE：武田和浩（第6回、第5回はスタジオ）
- 照明：渡辺啓史（第2,3,6回、第1,5回はスタジオ）
- 美術プロデュース：副島翔太郎（フジテレビ）
- デザイン：鈴木賢太（フジテレビ）
- アートコーディネーター：谷元沙紀（第5回-）
- 大道具製作：浅見大（第6回、第1-4回は大道具、第5回は大道具制作）
- 大道具操作：吉野雅則、山寺宏幸（共に第6回）
- アクリル装飾：鈴木竜、高橋瞳（高橋→第6回）
- 装飾：岡田寿也（第6回）
- 特殊効果：倉谷美奈絵（第6回）
- アートフレーム：石井智之（第5回-）
- 衣装：幸松里奈（第5回-）、神谷陽詩（第6回）
- メイク：山田かつら
- フードコーディネーター：松山綾子、梶山葉月（共に第6回）
- 音響効果：松長芳樹（第2回-）
- TK：色摩涼（第2回-）
- 編集：多田凉、吉田七生（共に第6回）
- MA：山岸慎一郎（第6回）
- 技術協力：スウィッシュ・ジャパン、東京オフラインセンター、fmt、factory（fact→第6回）、JAPAN MEDIA CREATE（第5回-）
- 撮影協力：41px、マリンキャット 稲崎ハルカ、RIVIERA（共に第6回）
- リサーチ：ジーワン
- 編成：浅野翔太郎（フジテレビ、第6回）
- 広報：根本智史（フジテレビ、第6回）
- デスク：安藤萌々香
- Thanks：三宅恵介（フジテレビ、第5回-）、戸渡和孝（フジテレビ、第2回-、以前は監修）
- 監修：北村要（第2回-、第1回では演出）
- AP：小野仁美（第6回）
- FD：大江悠司（第6回）
- 制作進行：上林千秋、川部里奈（共に第6回）
- ディレクター：金井克仁（イーストF、第1-3,5回-）、隅川恵美、日向亜紗樹・佐々木未来（イーストF）、岡田純一・和田英智（LARGEST ARMY）（隅川〜和田→第6回）
- 演出：斉田泰伸（イーストF）
- プロデューサー：鈴木康祝（イーストF、第1,3回-）、田岸宏一（クロスエイト、第1-3,5回-）、屋我伸也（イーストF、第6回）・金佐智絵（ザ・スピングラス）
- ゼネラルプロデューサー：佐久間茂（フジテレビ）、黒木彰一（フジテレビ、第5回-、第2-4回はプロデューサー）
- 総合演出・プロデュース：木月洋介（フジテレビ、第6回、第1回はCPのみ、第2-5回までは演出・チーフプロデューサー）
- チーフプロデューサー：田村優介（フジテレビ、第6回、第2-4回までは編成）
- 制作協力：イースト・ファクトリー
- 制作：フジテレビ編成制作局バラエティー制作センター（第1回は編成局制作センター第二制作室→編成制作局制作センター第二制作室）
- 制作著作：フジテレビ

### 過去のスタッフ
- 制作統括：濱野貴敏（フジテレビ、第2回）
- 構成：中川久嘉、松橋周太呂（中川・松橋→第1回）、白武ときお（白武→第3回）
- ナレーション：アフロ（MOROHA、第1回）、清水ミチコ（第2回）、西山喜久恵（フジテレビアナウンサー、第4回）
- 実況：青嶋達也（フジテレビアナウンサー、第1回）
- スタジオ技術
  - TP：高瀬義美（第1回）
  - SW：小出豊（第1回）、池田幸弘（第5回）
  - CAM：渡邊健太郎（第1回）
  - VE：齋藤雄一（第1回）
  - 音声：松原瑞貴（第1回）、高宮哲郎（第5回）
  - AUD：新美高志（第5回）
- ロケ技術
  - CAM：佐藤厚誠（第1,5回、第2-4回はCAM）
  - 音声：村本達弥（第1回）
  - AUD：戸ノ崎沙綾（第5回、第3,4回は音声）
- VE：横川友之（第2回、第1回はロケ技術・VE）、安井康喜（第3回）
- 音声：立本擦美（第2回）
- 照明：安藤雄郎（第4回）
- デザイン：杉山宏樹（第5回）
- アートコーディネーター：椛田学（第1-4回）
- ドローン：田中佳津樹（第2回）、畔上広行（第3回）
- 大道具制作：大川原祐也（第5回）
- 大道具操作：藤沢和雄（第1-4回）、野口修平（第5回）
- 装飾：門間誠（第3-5回）
- 植木装飾：後藤健（第3-5回）
- 視覚効果：中溝雅彦（第5回）
- アクリル装飾：稲垣雄二（第5回）
- 特殊効果：飯塚生臣（第2回）
- 特殊装置：日下信二（第5回）
- デザイン証書：渡邊風太（第2回）
- アレンジ：西村怜子（第1回）
- TK：水越理恵（第1回）
- CG：佐藤宏美（第2回）
- 編集：中根敏晶（第1回）、井上真一（第2,3,5回）、藤田雅司（第4回）
- MA：村尾博一（第1回）、鈴木久美子（第2,3,5回）、阿世知貴彦（第4回）
- 音響効果：笠松広司（第1回）
- 技術協力：ジーリンクスタジオ（第1,2,4回）、ニューテレス（第1,5回）、Enostudio、casinodrive（共に第1-3回）、アールピット（第2回）
- 協力：成田ゴルフ倶楽部、ピクスタ、ゲッティ、景品ゲットクラブ（以上第1回）、苗場プリンスホテル、オノデラオート、カッパクラブ（以上第2回）、エレクター株式会社（第3回）
- 撮影協力：松竹、東京演劇かつら、東京鴨治床山、松竹衣裳、歌舞伎座舞台、松竹ショウビズスタジオ（以上第3回）
- イラスト：グレートインターナショナル、リトルベア（リトル→第2回）、イトウデザイン 伊藤高徳（第5回）
- 写真協力：i Stock、アマナ（以上第3回）
- 記事提供：日刊スポーツ新聞社（第2回）
- 映像提供：NHK（第4回）
- メイク：春山輝江（第1回）
- 編成：橋本英司（フジテレビ、第1回）
- 広報：神崎素子（フジテレビ、第1-4回）
- FD：富本純平（第3,5回）
- ディレクター：藤嶋祥行（第1回）、大貫隼斗（アントラッシュ、第2回）、嘉元規人（アズバーズ、第3回）
- チーフプロデューサー：情野誠人（フジテレビ）